# Siete Valles
Siete Valles o Siete Valles-Bezoya es un manantial de agua mineral afluente del río Cambrones en la Sierra de Guadarama. Tiene una planta de envasado de aguas activa perteneciente a la empresa Bezoya, el manantial está situado en el municipio de Trescasas, provincia de Segovia, Castilla y León, España, en las proximidades del unas calderas de alto valor natural.
Tiene un origen prehercínico y una cota (m) de 182, además es de mineralización muy débil y está indicada para dietas pobres en sodio y la preparación de alimentos para niños y bebés.

## Composición química
| Tipo                 | Cantidad  |
| -------------------- | --------- |
| Residuo seco a 180ºC | 28 mg/l   |
| Bicarbonatos         | 21        |
| Cloruros             | 0,60 mg/l |
| Calcio               | 5.26 mg/l |
| Magnesio             | 0,91 mg/l |
| Sodio                | 1.36 mg/l |
| Sílice               | 9.15 mg/l |
| Nitratos             | 2,8 mg/l  |